# بیل پری (بازیکن فوتبال، زاده ۱۹۱۴)
بیل پری (انگلیسی: Bill Parry; ۲۰ اکتبر ۱۹۱۴ – ۲۲ دسامبر ۱۹۶۴) بازیکن فوتبال بود.